# 유나백화점
유나백화점(Youna Department Store)은 대한민국의 부산광역시 중구 신창동1가에 위치했던 백화점으로 소재지는 광복중앙로 25(신창동1가 5-1번지)와 연건평 6.280.99m²이다.

## 역사
대한민국의 최초로 직영 백화점인 1981년 6월 30일에 유나백화점을 개점했으며, 1980년대와 1990년대 초중반에 수익을 얻었으나, 1995년 삼풍백화점 붕괴 사고 영향으로 수익이 떨어졌으며, 1997년 3월 자회사인 삼미그룹 부도로, 2년 뒤인 1999년 11월에 최종적으로 폐점하였다.

## 층별 구성
- 지하1~3층 : 주차장
- 1층 : 잡화
- 2층 : 여성 의류
- 3층 : 남성 의류
- 4층 : 아동 의류
- 5층 : 학생용품 및 가정용품
- 6층 : 미술관
- 7~9층 : 식당가

## 참고 자료
- 사라진 백화점의 추억 - 한국향토문화전자대전
- 부산의 백화점 판도를 뒤집어 놓으셨다